# フー・ウォンツ・トゥ・ビー・ア・ミリオネア

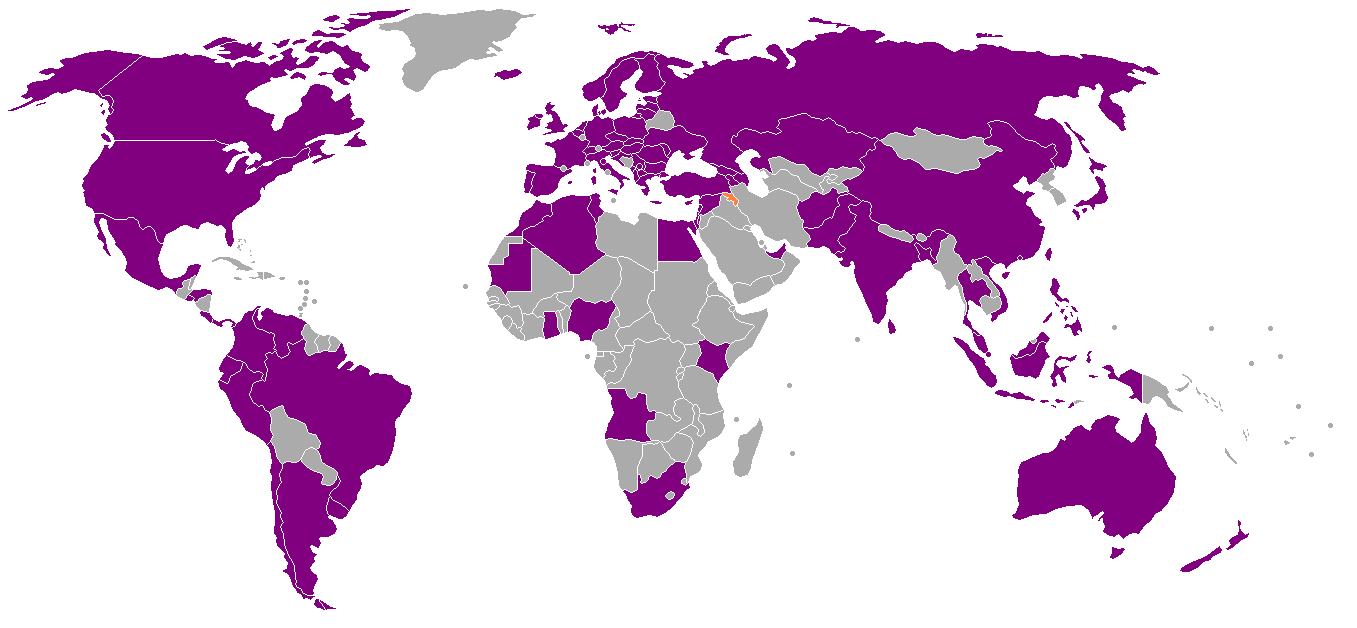
この番組がフォーマット輸出された国・地域

『Who Wants to Be a Millionaire?』（百万長者になりたい人？）とは、イギリス発祥で世界各国で放送されているテレビのクイズ番組。日本では『クイズ$ミリオネア』の名前で放映されていた。
注：以下の解説文中の一部の番組用語に関しては、日本版『クイズ$ミリオネア』で使われた日本語表現を便宜的に使用している。

## 概要
徐々に難易度を増していく四択クイズに正解していくことで、非常に高額の賞金が得られるクイズ番組である。賞金の最大金額はイギリス・オリジナル版では100万ポンド。他の国々も百万単位が多い。日本円に換算した場合の金額は当然、その通貨の為替相場によって大きく変動する。
本番組はクリス・タラントの司会によるイギリス版が起源である。キャピタルFMラジオでのクリス・タラントの朝の情報番組向けに多数のゲームを考案したデイヴィッド・ブリッグス、スティーヴ・ナイト、マイク・ホワイトヒルによって考案された番組フォーマットに基づいている。番組自体はイギリスの製作会社セラドール社によって制作された。企画段階の題名は "Cash Mountain"（現ナマの山）であった。
1998年9月4日にイギリスで放送開始。クイズ番組のジャンルでは驚くべき新方式であった。一度に1人だけの解答者が挑戦し（一部のラジオのクイズと酷似）、速さよりもむしろサスペンスに重点が置かれた。クイズに解答する時間制限はなく、解答者は問題が与えられた後で、その問題に答えるか否かを決めることができる。
その後、アメリカ合衆国などを筆頭に、世界各国・各地で番組フォーマットが販売・輸出され、2012年までに119の国と地域で放送された。番組における、スタジオセット・音楽・照明・コンピュータの部分まで販売対象に含まれ、基本として世界的に統一されている。この世界的な権利は当初、セラドール社が保有していた。
2006年12月、セラドール社は、イギリスの番組ライブラリーとともに、番組の世界的な権利をオランダのツーウェイ・トラフィック社に売却した（セラドール社にとっては、会社の構成と制作部署の売却の最初の段階という位置づけであった）。2008年には、アメリカのソニー・ピクチャーズ・エンタテイントがツーウェイ・トラフィック社を子会社化した。2011年にはソニーピクチャーズの一事業部「ビクトリー・テレビジョン」に権利が移行された。このため、この時点で番組の世界的な権利は、ソニー・ピクチャーズ テレビジョンが保有することとなった。
この番組を舞台にした映画も登場している。2006年製作のフランス映画『ぼくの大切なともだち』ではフランス版の、2008年製作のイギリス映画『スラムドッグ$ミリオネア』ではインド版の当番組が舞台として登場している。『ぼくの…』ではフランス版の本物の司会者がキャスティングされ、『スラムドッグ…』ではセラドール社の映画部門「セラドール・フィルム」が制作に名を連ねている。

## 舞台
番組は、円形に並んだ座席に座っている観客の前で撮影される。クイズの初めに、司会者は10人の解答者の氏名と出身地を紹介する。各解答者は友人や恋人、親戚（後述の「テレフォン」の参加者とは別）を連れている。彼らは観客席に座っており、彼らの喜びや興奮、不安な様子などが定期的にカメラに映し出される。

## 基本的なルール
この節で記すルールは、番組開始当初のものをベースとして、世界各国の統一ルールとして広まったものである。しかし現在では、本家のイギリス版を含む複数の国のバージョンで、ルールに細部の変更が行われていることに留意されたい。
解答者はまず "Fastest Finger First"（早押し並べ替えクイズ）と呼ばれる予選を受ける。予選では、解答者全員に対して司会者から四択の問題が出題され、それらの4つを特定の順番に並べ替える。最も早く正解した解答者が hot seat（センターシート）と呼ばれる椅子に座り、最高賞金を目指してクイズに挑戦する。
アメリカ版では、この予選は "Fastest Fingers" と呼ばれ、2002年に番組がシンジケート配給（番組販売）に移行したときに削除された。現在では、解答者は、オーディションでの筆記試験（通例100問）に合格しなければならない。
センターシートでは、解答者は司会者より一般知識の問題を出題される。問題は四択で、解答者は正しい答えを1つ選択する。問題は徐々に難しくなっていく。
この時、番組中の画面には、問題文と選択肢が下部に表示される。解答者が決定した選択肢はオレンジ色に、正解の選択肢は緑色に点灯する。正解すると、獲得賞金の金額が表示される。
最初の問題に正解すると、500スターリング・ポンド（イギリス版の場合）の賞金となり、以降の問題は賞金の金額が1問ごとに増えていく。賞金の金額の順序は次のとおりである。
| 旧 1. ￡100 2. ￡200 3. ￡300 4. ￡500 5. ￡1,000 6. ￡2,000 7. ￡4,000 8. ￡8,000 9. ￡16,000 10. ￡32,000 11. ￡64,000 12. ￡125,000 13. ￡250,000 14. ￡500,000 15. ￡1,000,000 | 新 1. ￡500 2. ￡1,000 3. ￡2,000 4. ￡5,000 5. ￡10,000 6. ￡20,000 7. ￡50,000 8. ￡75,000 9. ￡150,000 10. ￡250,000 11. ￡500,000 12. ￡1,000,000 |

上記の賞金は累積されるわけではない。例えば、3問目まで正解した解答者の賞金は￡300であり、￡100 + ￡200 + ￡300 = £600 というわけではない。
クイズに誤答すると、解答者は5問目・10問目（上記の賞金表示が太字の部分。バージョンによっては2問目・7問目）の金額がすでに保証されている場合を除いて、全賞金を失うことになる。もし5問目（または2問目）以降の問題で誤答した場合は、それまでに保証された金額だけが得られる。そのため、6問目と11問目（または3問目と8問目）のクイズについては、もしその問題で間違えたとしても、その時点での賞金がすべて保証されていることになるため、解答者は怖れることなく挑戦できる。
解答者はまた、問題を見た後、クイズに答えずに "walk away"（ドロップアウト）をして、すでに勝ち取った賞金を手に入れる（バージョンによっては「小切手を手にする」）ことができる。
クイズは、解答者が誤答するか、ドロップアウトするか、もしくは全問正解して最高賞金を獲得すると終了となる。全問正解して最高賞金獲得した瞬間には司会者が「おめでとう [正解]‼」を意味する言葉を宣言し、「○○（解答者名）MILLIONAIRE」［ ○○さんが"ミリオネア"になった、の意味］の字幕スーパーが画面下に表示され、天井から大量で銀色の紙吹雪が降る（この演出は全世界で共通である）。
解答を終えた時点で番組の終了時間が来た場合、誤答で退場となった場合は次回は新しい挑戦者から、正答の場合は次回に次の問題から続きを行う。

## 番組形式のリニューアル
イギリス版では2007年8月18日のスペシャルより、フォーマットの変更が行われた。100万ポンドの最高賞金に達するまでの問題数が削減される。賞金は£100ではなく£500からスタートし、以前は15問だった問題数が12問のみになる。これと同時に、番組中で使用されるグラフィックや音楽（従来の曲に新たなアレンジを加えたもの）がリニューアルされた。
これら、問題数の削減、グラフィックや音楽のリニューアルは以後の「ミリオネア」の基本形として、多くの国々のバージョンで適用されている。

## ライフライン
もし解答者が問題の解答に自信が無いときは、「ライフライン」を使用することができる。ライフライン使用後は、問題に解答するか、別のライフラインを使用するか、ウォークアウェイ（日本版：ドロップアウト）をする（ダブル・ディップの場合を除く）かのいずれかを行うことができる。
フィフティ・フィフティ (Fifty-Fifty, 50:50)
コンピュータに4つの選択肢のうち不正解の2つをランダムに消去させ、解答者は正解の1つと不正解の1つのどちらかを選択することになる。
オーディエンス (Ask the Audience, アスク・ジ・オーディエンス)
スタジオの観客に対して、どの答えが正しいと思っているかを尋ねる。観客は、オーディエンスレスポンスシステムを用いて解答を示す。結果は直ちに解答者と司会者のスクリーンに映し出される。会場の観客が各々「正解だと思うもの」を4択するため、最多数回答が正解とは限らない。
- アメリカのシンジケート版では、このライフラインでの解答を申し込んだ人たちに対して、AOL Instant Messengerを使って解答させたこともあった。解答者の前では、スタジオ観客の解答とAOL解答者の解答が分割表示された。AOLとの抱き合わせは2006-2007年シーズン開始とともに廃止された。
- イギリス版のとある回では、£10,000の問題でこのライフラインが使用された際に集計システムに障害が発生し、すべての選択肢が0%と表示されてしまうアクシデントが発生した。そのため、ボタンを押す代わりに選択肢の書いてあるフリップを上げるという形で代用された。

テレフォン (Phone a Friend, フォンアフレンド)
最大5人までの仲間（テレフォンブレーン）のうちの1人に電話をする。解答者は予め5人のテレフォンブレーンの名前と電話番号を提供しておかなければならない。本番組が生放送されている地域では、テレフォンブレーンは解答者がセンターシートに到達するときに通達され、電話にすぐに出られる状態にして解答前にベルが3回鳴るのを待つように指示される。解答者は、テレフォンブレーンに対して4つの選択肢を読み上げるための時間が30秒与えられ、テレフォンブレーンは時間切れまでに解答を選択しなくてはならない。テレフォンブレーンはしばしば、確信度をパーセントで表現することもある（例：「俺は80%、Cだと思う」）。もし解答者が、補助なしにこのライフラインを使えないような障害を持っている場合は、代わりに司会者が問題と選択肢を読み上げて答えを得るようにすることができる。テレフォンブレーンは携帯電話を使うことはできず、各個人は、番組の1放送シーズンにつき2度だけテレフォンブレーンに参加することができる。
アメリカABCでは、プライムタイム放送の間は、「テレフォン」は、旧AT&Tがスポンサーとなっていた。
2004年2月、アメリカでは『フー・ウォンツ・トゥ・ビー・ア・スーパー・ミリオネア』（en:Who Wants to Be a Super Millionaire）という単発の特別番組が放送された。この特別版では、2つの新ライフラインが導入されたが、これらは$100,000の問題（10問目）のクリア後のみ利用可能であった。
スリー・ワイズ・メン (Three Wise Men)
スポンサーによって選ばれた人物がパネルに表示され、彼らに対して、どの選択肢が正しいと思っているかを尋ねる。パネルは3人の人物から構成され、その1人は過去の100万ドル達成者である。パネルの人物には解答時間が30秒与えられるが、3人の解答は一致するわけではなく、3人それぞれ異なる解答を示すこともある。このライフラインはロシア版でも使われているが、ロシア版では15問全問で使用可能である。
ダブル・ディップ (Double Dip)
問題に対して2つの選択肢を選ぶことができる。しかし、「ダブル・ディップ」のライフラインをいったん選択すると、その問題でのドロップアウトは不可能となる。解答者は最初の答えを言う前に、このライフラインを使うことを宣言しなければならない。1つ目の解答が不正解であれば、もう1つの選択肢を答えることができるが、2つ目の解答も不正解だと、賞金$100,000で終了となる。1つ目の解答で正解すれば、このライフラインは使用済みとみなされる。50:50の後にダブル・ディップを使えば、50:50が4つの選択肢のうち2つを消去し、ダブル・ディップで答えるチャンスが2度与えられるため、確実に正解できるが、50:50とダブル・ディップの組み合わせはアメリカ版では1度も使われていない。
2004年、アメリカのシンジケーション版ではもう1つの新ライフラインが導入された。
スイッチ・ザ・クエスチョン (Switch the Question)
このライフラインは、$25,000の問題に正解後のみ使うことができる。ファイナルアンサーをまだ宣言していなければ、このライフラインにより、もともとの問題文を、選択肢が同じである別の問題へと差し替えることができる。一度このライフラインを使うと、元の問題文に戻すことはできない。さらに、スイッチより先に出題された最初の問題文に挑戦している間に使われたライフラインは復帰されない。現在、アメリカ版・オーストラリア版・アラブ版・フランス版・ギリシャ版・イスラエル版・インドネシア版・インド版・イタリア版・ノルウェー版・セルビア版・イギリス版で使用されている。なお、イギリス版ではスイッチ (Switch)という名称で用いられる。
2008年、アメリカのシンジケーション版では「スイッチ・ザ・クエスチョン」の代わりに新しいライフラインが導入された。
アスク・ザ・エキスパート (Ask the Expert)
このライフラインは、$1,000の問題（5問目）に正解後からライフラインとして使うことができる。このライフラインを使うことで、スポンサーによって選ばれた「エキスパート」に、どの選択肢が正しいと思っているかを尋ねることができる。スリー・ワイズ・メンと似ているが、こちらは制限時間が設定されていない。
イラストはノートパソコンを模しており、専門家とスタジオとのやり取りはSkypeを使用して行われる。
2010年、アメリカのシンジケーション版では「シャッフルフォーマット」への変更（後述）にともない、オーディエンス以外のライフラインは廃止され、以下のものに置き換えられた。
ジャンプ・ザ・クエスチョン (Jump the Question)
解答者がファイナルアンサーを選ぶ前に、問題をスキップして次の問題に進められる。「スイッチ・ザ・クエスチョン」との違いは、解答者が別の問題に答えるのではなく、獲得額列の次の段階に進められることである。ただし、このライフラインを前半の「シャッフル」セクションで使った場合には、スキップした問題の金額は所持金には加算されない。また、このライフラインを後半の問題で使うこともできるが、その場合スキップした金額を直ちに獲得したことにはならず、次の問題でドロップアウトをした場合に獲得する金額は、その前に正解していた最後の問題の金額（最後の正解が前半のシャッフルセクションだった場合は、そのセクションでの獲得額の合計）となる。
例えば、$250,000の問題を（スキップせず）正解し、$500,000の問題をスキップし、最後の$1,000,000の問題でドロップアウトした場合、獲得金額は$250,000となる。この性質のため、最終問題では使用することはできない。また、従来のライフラインとは違って、2回まで使用することができる。
2018年5月、イギリス版ではリニューアルに伴い、新たなライフラインが追加された。
アスク・ザ・ホスト（Ask the Host）
その名の通り、解答者が番組ホストに対し問題の回答を聞くことができ、ホストは問題に対して自由に推測や感想を述べることができる。当然ながらこれが使用されると、ホストは解答者が「ファイナルアンサー」を宣言するまで問題の正解を見ることができなくなる。ただしあくまでホストは自己の見解を述べるだけのため、その内容が正解とは限らないほか、そもそも問題に関して喋ろうとしない場合もある（例えばクリケットに関する問題に対して「私はクリケットが嫌いだ」と答えるなど）。
元々はタイ版で2003 - 2006年ごろに導入されていたものだが、タイ版では解答者の予想する回答を聞いた上で、ホストが誤りである選択肢を2つ取り除くというものだった。

## 起源
このクイズは、1950年代の番組『ザ・64,000ドル・クエスチョン』（en:The 64,000 Dollar Question）と類似している。同番組では、問題ごとに賞金の金額が倍になり、間違えると全額が失われてゼロになるルールだった。最低8,000ドルに達していた場合には、残念賞として自動車がプレゼントされた。
1990年代には、後の『フー・ウォンツ・トゥ・ビー・ア・ミリオネア』の製作者であるマイケル・デイヴィーズ (Michael Davies) が、アメリカABCで『ザ・64,000ドル・クエスチョン』を『ザ・640,000ドル・クエスチョン』として復活させようと試みたが、英国での『ミリオネア』のヒットのために断念した。

### 制作に当たっての論議
番組が始まって以来、何人かの個人が、このフォーマットを創作したのは自分たちであり、自分たちの知的財産権がセラドール社によって盗作されたと主張したことがある。
英国サウサンプトン在住のジャーナリストであるマイク・ブルは、イギリスの新聞紙デイリー・メールに後援され、2002年3月、セラドール社を相手取り、ライフラインの著作権に関する訴訟を高等裁判所で起こした。
2003年、オーストラリア・シドニー在住のジョン・J・レオナルドも、『フー・ウォンツ・トゥ・ビー・ア・ミリオネア』と大いに類似した（ただしライフライン無し）フォーマットを自分が創作したことを主張し、高等裁判所でセラドール社を相手取り裁判を起こした。
2004年、アラ・メルヴィルとジョン・バッシーニも、同様の主張でセラドール社を訴えた。

## 「ファイナルアンサー?」
このシリーズは、Is that your final answer?（「ファイナルアンサー?」）というキャッチフレーズを確立させた。この質問は、挑戦者が自分の解答の確定をはっきりと意思表示しなければならないというルール（この番組では、挑戦者は解答を決める前に声を出して考えることが許されている）に由来する。番組のパロディ版でも、多くがこのフレーズを取り入れた。
この番組のもう一つの醍醐味は、司会者が正解かどうかを認める前の劇的な沈黙の使い方である。この沈黙は、賞金金額が高額になるに連れてますます緊迫した雰囲気になる傾向がある。時々、コマーシャル挿入の時間になると、司会者がファイナルアンサーを求めることがあるが、それが正解かどうかはコマーシャル明けまで言うことはない。
なお、このフレーズはバージョンによって異なるところもある。オーストラリア版では Lock it in?（「その答えでロックしますか?」の意）というフレーズを用いて普及し、ニュージーランド版でも用いられた。また、インド版では同様の意味をもつ Lock kiya jaye? というフレーズを用いたところ大流行し、日常でも使われる言葉にまでなった。その後一時期は、Freeze kare?（「その答えで凍らせますか?」の意）というフレーズに変更されたが、すぐに元に戻された。

## 音楽
番組の大きな特徴として、独自に制作された音楽（BGM）があげられる。作曲を担当したのは、キース・ストラカンとマシュー・ストラカンの親子である。彼らは番組に独特の緊張感をもたらすため、映画音楽のような音楽という方針で制作に取り掛かった。また、番組中に問題が進んでいくにつれてBGMを半音ずつ上げていくアイデアを、制作作業がほぼ完了した後の段階で考案した。
これらの音楽は、2000年にイギリス国内においてサウンドトラック「Who Wants To Be A Millionaire? - The Album」としてCD化された（リニューアル前の音楽を収録。ただし現在は廃盤）。またストローン親子は、この番組の音楽で米国作曲家作詞家出版者協会(ASCAP)のテレビテーマ賞を受賞した。

## 各国の放送
番組はイギリスで最初に開始されたが、番組フォーマットは世界中の多くの国々へ次々と輸出されている。2003年初頭時点のデータではあるが、製作会社のウェブサイトでは、以下の地域がライセンスを持っている地域としてリストされた。
アルジェリア、アルゼンチン、アルメニア、オーストラリア、オーストリア、アゼルバイジャン、ベルギー、ブラジル、ブルガリア、カナダ、西インド諸島、チリ、中華人民共和国、コロンビア、クロアチア、キプロス、チェコ、デンマーク、エクアドル、エストニア、フィンランド、フランス、グルジア、ドイツ、ギリシャ、香港、ハンガリー、アイスランド、インド、インドネシア、イスラエル、イタリア、日本、カザフスタン、ケニア、ラトビア、リトアニア、マレーシア、モロッコ、メキシコ、中東、オランダ、ニュージーランド、ナイジェリア、ノルウェー、パキスタン、ペルー、フィリピン、ポーランド、ポルトガル、アイルランド、マケドニア共和国、ルーマニア、ロシア、サンマリノ、セルビア、シンガポール、スロバキア、スロベニア、南アフリカ共和国、スペイン、スウェーデン、スイス、サウジアラビア、台湾、トルコ、ウクライナ、アメリカ合衆国、ウルグアイ、ベネズエラ、ベトナム
| 国・地域                    | タイトル                                                              | 司会者                                                          | 放送局                                                                | 初回 放送年     | 最高賞金                                                 |
| --------------------------- | --------------------------------------------------------------------- | --------------------------------------------------------------- | --------------------------------------------------------------------- | --------------- | -------------------------------------------------------- |
| イギリス                    | Who Wants to Be a Millionaire?                                        | Chris Tarrant →ジェレミー・クラークソン                         | ITV                                                                   | 1998            | 100万ポンド                                              |
| アイスランド                | Viltu vinna milljón?                                                  | Þorsteinn J →Jónas R. Jónsson                                   | Stöð 2                                                                | 2000            | 100万クローナ →500万クローナ                             |
| アイルランド                | Who Wants to Be a Millionaire?                                        | Gay Byrne                                                       | RTÉ                                                                   | 2000            | 100万ポンド →100万ユーロ                                 |
| アゼルバイジャン            | Milyonçu                                                              | Azar "Axşam" Şabanov                                            | Lider TV                                                              |                 | 1億マナット                                              |
| アフガニスタン              | څوك غواري چې شي میلیونر؟                                              | Tasal Khan →Aryan Khan →Najiba Faiz                             | Shamshad TV →ATN                                                      | 2008            | 100万アフガニ                                            |
| アフガニスタン・ ダリー語   | کی ميخواهد میلیونر شود؟                                               | Vahid Soroor →Khatera Yusufi                                    | ATN                                                                   | 2010            | 100万アフガニ                                            |
| アメリカ合衆国              | Who Wants to Be a Millionaire?                                        | Regis Philbin →Meredith Vieira                                  | ABC →シンジケーション                                                 | 1999            | 100万USドル                                              |
| アルゼンチン                | ¿Quién quiere ser Millonario?                                         | Julián Weich                                                    | Canal 13                                                              | 2001            | 100万ペソ                                                |
| アルメニア                  | Միլիոնատեր                                                            | Ashot Adamyan Mark Saghatelyan Arman Saghatelyan                | Shant TV                                                              | 2003            | 500万ドラム                                              |
| イスラエル                  | ?מי רוצה להיות                                                        | Yoram Arbel                                                     | Channel 2 →Channel 10                                                 | 1999            | 100万新シェケル                                          |
| イタリア                    | Chi vuol essere miliardario? →Chi vuole essere milionario?            | Gerry Scotti                                                    | Canale 5                                                              | 2000            | 10億リラ →100万ユーロ                                    |
| インド                      | कौन बनेगा करोड़पति ?                                                        | Amitabh Bachchan →Shahrukh Khan                                 | STAR Plus →Sony TV                                                    | 2000            | 1000万ルピー →2000万ルピー                               |
| インド・ タミル・ナードゥ州 | கோடீஷ்வரன                                                                | Sarath Kumar                                                    | Sun TV                                                                |                 | 1000万ルピー                                             |
| インド・ ケーララ州         | Koteeswaram または Kodeeswaran                                        | Mukesh                                                          | Surya TV                                                              |                 |                                                          |
| インドネシア                | Who Wants to Be a Millionaire? Super Milyarder 3 Milyar               | Tantowi Yahya →Dian Sastrowardoyo                               | RCTI →antv                                                            | 1999            | 10億ルピア →30億ルピア                                   |
| ウクライナ                  | Хто хоче стати мiльонером? - Перший мільйон                           | Danilo Janevsky                                                 | 1+1                                                                   |                 | 100万フリヴニャ                                          |
| ウルグアイ                  | ¿Quién quiere ser millonario?                                         | Andrés Tulipano                                                 |                                                                       |                 | 100万ペソ                                                |
| エストニア                  | Kes tahab saada miljonäriks?                                          | Hannes Võrno                                                    | TV3                                                                   | 2002            | 100万クローン                                            |
| エクアドル                  | ¿Quién quiere ser millonario?                                         | Alfonso Espinosa de los Monteros                                | Ecuavisa                                                              |                 | 25,000USドル                                             |
| オーストラリア              | Who Wants to Be a Millionaire? →Millionaire Hot Seat(2009.4-)         | Eddie McGuire                                                   | Nine Network                                                          | 1999            | 100万AUドル                                              |
| オーストリア                | Alles ist möglich - Die 10-Millionen-Show →Die Millionenshow(2000.5-) | Rainhard Fendrich →Barbara Stöckl →Armin Assinger               | ORF                                                                   | 2000            | 1000万シリング →100万ユーロ                              |
| オランダ                    | Weekend Miljonairs →Lotto Weekend Miljonairs                          | Robert ten Brink                                                | SBS6 →RTL4                                                            | 1998            | 100万ギルダー →100万ユーロ                               |
| カザフスタン                | Кто возмет миллион?                                                   | Evgeny Jumanov →Serik Akishev, Iskindir Sergibaev               | KTK →El-Arna Channel                                                  | 2002            | 500万テンゲ                                              |
| カナダ                      | Who Wants to Be A Millionaire: Canadian Edition                       | Pamela Wallin                                                   | CTV                                                                   | 2000            | 100万カナダドル                                          |
| ギリシャ                    | Ποιος θέλει να γίνει εκατομμυριούχος                                  | Spiros Papadopoulos →Thodoris Atheridis                         | Mega Channel →New Hellenic Television →Alpha TV                       |                 | 5000万ドラクマ →150,000ユーロ →250,000ユーロ             |
| ジョージア                  | ვის უნდა 20000?                                                       | Dimitri Skhirtlade                                              | Rustavi 2                                                             |                 | 20,000ラリ                                               |
| クロアチア                  | Tko želi biti milijunaš?                                              | Tarik Filipović                                                 | HRT 1                                                                 | 2002            | 100万クーナ                                              |
| ケニア                      | Who Wants to Be a Millionaire                                         | Fayaz Qureishi                                                  | KTN                                                                   | 2000?           | 500万シリング                                            |
| コロンビア                  | ¿Quién quiere ser millonario?                                         | Paulo Laserna Phillips                                          | Canal Caracol                                                         |                 | 2億1000万ペソ                                            |
| シンガポール （英語版）     |                                                                       | Mark Van Cuylenberg                                             | Channel 5                                                             |                 | 100万シンガポールドル                                    |
| シンガポール （中国語版）   | 百万大贏家                                                            | チャオ・チータイ（曹啓泰）                                      | Channel 8                                                             |                 | 100万シンガポールドル                                    |
| スイス                      | Wer wird Millionär                                                    | René Rindlisbacher                                              | TV3                                                                   | 2001            | 100万スイス・フラン                                      |
| スウェーデン                | Vem vill bli miljonär? →Postkodmiljonären                             | Bengt Magnusson →Rickard Sjöberg                                | TV4                                                                   | 1999            | 1000万コロナ →100万コロナ                                |
| スペイン                    | ¿Quiere ser millonario?, 50x15 →¿Quién quiere ser millonario?         | Carlos Sobera                                                   | Telecinco →Antena 3                                                   | 1999            | 5000万ペスタ →100万ユーロ                                |
| スロバキア                  | Milionár                                                              | Martin Nikodým                                                  | TV Markíza →STV1                                                      | 2000            | 1000万コルナ →500万コルナ                                |
| スロベニア                  | Lepo je biti milijonar →Milijonar z Jonason                           | Jonas Žnidaršič →Boštjan Romih →Jonas Žnidaršič                 | POP TV                                                                | 2000            | 1000万トラール →1500万SIT                                |
| セルビア・モンテネグロ      | Želite li da postanete milioner?                                      | Ivan Zeljković                                                  | BKTV →B92                                                             | 2002            | 300万ディナール →500万ディナール                         |
| タイ                        | เกมเศรษฐี                                                              | トライポップ・リムパパン                                        | Channel 3 → ITV(のちにTITV)                                           |                 | 100万バーツ                                              |
| 台湾                        | 超級大富翁 （スーパーモノポリー）                                     | シャ・シンブム（謝震武）                                        | TTV                                                                   | 2000            | 100万ニュー台湾ドル                                      |
| チェコ                      | Chcete Být Milionářem?                                                | Vladimír Čech Ondřej Hejma                                      | Television Nova                                                       |                 | 1000万コルナ                                             |
| 中国                        | 百万智多星                                                            | 李凡                                                            | CCTV                                                                  | 2007            | 100万人民元                                              |
| 中東各国・ 北アフリカ       | من سيربح المليون → من سيربح 2 مليون                                   | George Kurdahi                                                  | MBC 1（中東） Channel 1（エジプト） Future Television（レバノン） ART | 2000            | 100万リヤル →200万リヤル                                 |
| チリ                        | ¿Quién quiere ser millonario? →¿Quién merece ser millonario?          | Mario Kreutzberger (Don Francisco) →Sergio Lagos →Don Francisco | Canal 13                                                              | 2001            | 1億ペソ →6500万ペソ →1億2000万ペソ                       |
| デンマーク                  | Hvem vil være millionær                                               | Peter Kær, Jes Dorph Petersen →Hans Pilgaard                    | TV2                                                                   | 1999            | 100万クローネ                                            |
| ドイツ                      | Wer wird Millionär?                                                   | Günther Jauch                                                   | RTL                                                                   | 1999            | 100万ドイツマルク →100万ユーロ                           |
| トルコ                      | Kim 500 (beşyüz) milyar ister? →Kim 500 (beşyüz) bin ister?           | Kenan Işik                                                      | Show TV →Kanal D →Show TV                                             | 2000            | 5000億（旧）リラ →50万（新）リラ                         |
| ナイジェリア                | Who wants to be a millionaire?                                        | Frank Edoho                                                     | NTV                                                                   | 2004            | 500万ナイラ →1000万ナイラ                                |
| 日本                        | クイズ$ミリオネア                                                     | みのもんた                                                      | フジテレビ                                                            | 2000            | 1000万円                                                 |
| ノルウェー                  | Vil du bli millionær                                                  | Arve Juritzen →Frithjof Wilborn                                 | TV2                                                                   | 2000            | 200万クローネ                                            |
| パキスタン                  | Kya Aap Banaingay Crorepati?                                          | Moin Akhtar                                                     | ARY Digital                                                           | 2003            | 1000万ルピー                                             |
| ハンガリー                  | Legyen Ön is milliomos!                                               | István Vágó                                                     | RTL Klub                                                              | 2000            | 2500万フォリント →4000万フォリント                       |
| フィリピン                  | Who Wants to Be a Millionaire?                                        | Christopher De Leon                                             | IBC 13                                                                | 2000            | 100万フィリピン・ペソ →200万フィリピン・ペソ             |
| フィリピン                  | Who Wants to Be a Millionaire?                                        | Vic Sotto                                                       | TVJ5                                                                  | 2009            | 200万ペソ                                                |
| フィンランド                | Haluatko miljonääriksi?                                               | Lasse Lehtinen →Ville Klinga                                    | Nelonen →MTV3                                                         | 1999            | 100万マルク →20万ユーロ →100万ユーロ                     |
| ブラジル                    | Show do Milhão                                                        | Silvio Santos Celso Portiolli                                   | SBT                                                                   | 1999            | 100万レアル                                              |
| ブラジル                    | Quem Quer Ser um Milionário?                                          | Luciano Huck                                                    | Rede Globo                                                            | 2017            | 100万レアル                                              |
| フランス                    | Qui veut gagner des millions?                                         | Jean-Pierre Foucault →Camille Combal                            | TF1                                                                   |                 | 300万フランス・フラン →400万フランス・フラン 100万ユーロ |
| ブルガリア                  | Стани богат                                                           | Niki Kanchev                                                    | Nova Television                                                       | 2001            | 10万レフ                                                 |
| ベトナム                    | Ai là triệu phú                                                       | Lại Vǎn Sâm                                                     | VTV 3                                                                 | 2005            | 1億5000万ドン                                            |
| ベネズエラ                  | ¿Quién quiere ser millonario?                                         | Eladio Lárez                                                    | RCTV                                                                  |                 | 2000万ボリバル                                           |
| ペルー                      | ¿Quién quiere ser Millonario?                                         | Guido Lombardi                                                  | Canal 13                                                              | 2001            | 100万ヌエボ・ソル                                        |
| ベルギー （フランス語圏）   | Qui sera millionnaire                                                 | Alain Simons                                                    | RTL-TVI                                                               | 1999            | 1000万フランシス →100万ユーロ                            |
| ベルギー （フラマン語圏）   | Wie wordt multimiljonair →Wie wordt euromiljonair                     | Walter Grootaers                                                | VTM network                                                           | 1999            | 2000万フランシス →100万ユーロ                            |
| ポーランド                  | Milionerzy                                                            | Hubert Urbański                                                 | TVN                                                                   | 1999            | 1万ズウォティ                                            |
| ポルトガル                  | Quem quer ser milionário?                                             | Carlos Cruz Maria Elisa Diogo Infante Jorge Gabriel             | RTP 1                                                                 |                 | 5000万エスクード →25万ユーロ                             |
| 香港                        | 百萬富翁                                                              | ケネス・チャン（陳啓泰）（2001-2005）                           | 亜州電視                                                              | 2001-2005、2018 | 100万香港ドル                                            |
| 北マケドニア                | Koj сaкa да биде милионер?                                            | Sašo Macanovski-Trendo                                          | A1 Television                                                         | 2004            | 300万デナール                                            |
| マレーシア （マレー語版）   |                                                                       | Jalalludin Hassan                                               | ntv7                                                                  | 2000            | 100万リンギット                                          |
| マレーシア （中国語版）     | 百萬富翁                                                              | Victor Gu                                                       | ntv7                                                                  | 2001            | 100万リンギット                                          |
| 南アフリカ共和国            | Who Wants to Be a Millionaire?                                        | Jeremy Maggs                                                    | M-Net →SABC3                                                          | 1999            | 100万ランド                                              |
| モーリシャス                | Qui veut gagner des millions?                                         | Sandra Mayotte                                                  | MBC                                                                   | 2018            | 100万ルピー                                              |
| ラトビア                    | Gribi būt miljonārs?                                                  | Mārtiņš Ķibilds →Ģirts Līcis                                    | TV3                                                                   | 2002            | 5万ユーロ                                                |
| リトアニア                  | Kas laimės milijoną?                                                  | Henrikas Vaitiekūnas →Vytautas Kernagis                         | TV3                                                                   | 2002            | 100万リタス                                              |
| ルーマニア                  | Vrei sa fii miliardar? →Vrei sa fii milionar?                         | Virgil Ianţu                                                    | Prima TV                                                              |                 | 10億レイ →100万新レイ                                    |
| ロシア                      | О, счастливчик!                                                       | Dimitry Dibrov                                                  | НТВ （英字表記NTV）                                                   | 1999            | 100万ルーブル                                            |
| ロシア                      | Кто хочет стать миллионером?                                          | Maksim Galkin                                                   | ОРТ （英字表記ORT）                                                   | 2001            | 100万ルーブル →300万ルーブル                             |

### イギリス版
クリス・タラントの司会でITVにて放送。2001年には、全問正解した解答者が不正行為を行っていたことが収録後の編集で発覚し、逮捕されるという事件があった。
前述の通り、2007年より新フォーマットに移行した。さらに2010年からは再びルールを変更し、アメリカのシンジケーション（番組販売）版を参考に、「早押し並べ替えクイズ」を廃止。センターシートでは、1 - 7問目の解答に制限時間を設けるようになった（1 - 2問目までは15秒、3 - 7問目までは30秒。なお、8 - 12問目までは制限時間なし）。
2014年2月11日の放送をもって、約15年続いた放送が終了した。最終回ではクイズは行われず、クリス・タラントの進行により、過去の映像を中心に番組を振り返る総集編となった。過去の番組映像から、歴代のミリオネア達成者を中心とした様々な挑戦者の様子がとりあげられた。あわせて、当時の挑戦者らに新規取材したインタビューも放送された。また本国版の映像だけでなく、他国版の映像も紹介された（司会者が正解発表に時間をかけるバージョンの中で、非常に顕著な例として日本版の映像が紹介された）。
しかし、2018年5月5日、司会を『トップ・ギア』の共同司会者を務めたことで有名なジェレミー・クラークソンとし、併せてルール・フォーマットなどを変更し放送が再開された。「早押し並べ替えクイズ（Fastest Finger First）」を復活させ、問題数と賞金も放送初期と同じ金額にし、新しいライフライン「Ask the Host」を追加した。

### アメリカ版
1999年、レジス・フィルビンの司会でABCで放送が開始された。この番組によってABCの視聴率が返り咲き、国中から反響を呼んだ。最盛期には、毎週4夜にそれぞれ1時間放送されたほどである。しかし、その人気は後に後退し、ABCは2002年に番組を打ち切った。
同年秋、ABCの姉妹会社ブエナ・ビスタ・テレビジョン（現：ディズニー・ABC・ドメスティック・テレビジョン）が、テレビシンジケートにより、メレディス・ヴィエイラの司会でこの番組を復活させた。シンジケート版は、毎週5回、30分番組として放送されている。ディズニー・ABC・ドメスティック・テレビジョンは、関連局が放送権利を持つ過去のシーズンの再放送も行っている。2007年には、アル・ロカーとトム・バージェロンが代理司会を務めていた。司会者はその後、セドリック・ジ・エンターテイナー（2013年-2014年）、テリー・クルーズ（2014年-2015年）へと交代し、2015年から2019年まではクリス・ハリソンが務めている。
ABCは2004年2月に、賞金を従来の10倍である$10,000,000（約11億円）にパワーアップした期間限定の『フー・ウォンツ・トゥ・ビー・ア・スーパー・ミリオネア』を放送した。ここでは11問目以降に使用できるライフラインとして「ダブル・ティップ」「スリー・ワイズ・メン」（#ライフラインを参照）が追加されている。
元来、100万ドルの最高賞金は一時金として支払われた。近年では、フィルビン司会の「1000万ドル」スペシャル版だけでなく、ヴィエイラ司会のシンジケーション版でも、最高金額はそのまま全額の現金ではなく、一定期間をかけて支払われる。
ABC版ではプール（賞金積み立て）システムを用いたことがある。最高で全問正解の賞金が218万ドル（当時のレートで約2億6,000万円）を記録している。
ABC版では14問目までライフライン未使用で連続正答後、15問目でテレフォンを使用して、オーディエンスと50:50を残したままミリオネアを達成した男性挑戦者ジョン・カーペンター、同名の映画監督とは別人)がいた。テレフォンで父親に電話したが質問はせず、「やあ、父さん。助けはいらないんだ。ただ、ミリオン（$1,000,000）取れるってことを伝えたかったのさ」と言っただけであった。観客一同は拍手喝采、司会のフィルビンは "Oh, my gosh!" と前代未聞の行動にただ驚いていた。そして、テレフォン終了8秒前に問題の答え（テレビ番組『ラフ・イン』に出演したことのある大統領→リチャード・ニクソン）とファイナルアンサーを言い、見事正解した。
なお、2001年 - 2006年にはフロリダ州オーランドのウォルト・ディズニー・ワールド・リゾート内「ディズニー・ハリウッド・スタジオ」で、同じく2001年 - 2004年にはカリフォルニア州アナハイムのディズニー・カリフォルニア・アドベンチャー内「ハリウッド・ピクチャーズ・バックロット」で、"Who Wants to Be a Millionaire? - Play It!" というアトラクションがかつて存在した。これは、実際の番組と同様にクイズが体験できるもので、ABCがウォルト・ディズニー・カンパニーの子会社である関係で企画された。賞金の代わりに、ディズニー・クルーズ・ラインの招待券などがプレゼントされた。
2020年、ABCは、セレブリティー・チャリティー版として、4月8日からプライムタイム版を再開した。司会は、ジミー・キンメル。　フォーマットは、1999年開始当初のものに近い形で、マネーツリーは開始当初の形・15問で$1,000,000が最高賞金となった。

#### 制限時間フォーマット
2008年9月8日の放送回から、番組で使用される全てのグラフィックが新しくなったのと共に、出題される問題の内容が予め提示されるようになった。また、解答に制限時間が設けられた。制限時間が0になると、強制的にドロップアウト扱いとなる。
1 - 5問目までは15秒、6 - 10問目までは30秒、11 - 14問目までは45秒で、15問目は45秒にそれまでの14問で正解した時に余った時間の合計が加算された時間が制限時間となる。このフォーマットは、フィルビン司会によるABC版のスペシャルでも適用された。

#### シャッフルフォーマット
アメリカ版では2010年9月13日の第9シーズンより大幅なリニューアルを実施し、新たに「シャッフルフォーマット」が導入された。全問題数は14問になり、2部構成となった。
最初の10問では、問題の金額はランダムにシャッフルされ、かつその問題のファイナルアンサーを答えるまで金額は明かされないようになった。各問題を正解する毎に、問題の金額が所持金に加算されてゆく。この10問の間に解答者がドロップアウトすれば加算された所持金の半額を持ち帰る事ができる。同様に誤答した場合には、1,000ドルだけが与えられる（このルールの結果として、解答者は問題に参加するだけで1,000ドルが保証される）。
10問目をクリアすると、その時点での正解問題の獲得額合計（最大68,600ドル）を持って、従来のフォーマットで残りの4問に挑戦する。なお、最後の4問のいずれかで誤答した場合、賞金額は25,000ドルとなる。
スタジオセットにも大きな変更があり、センターシートが撤去された。中央には大きなテーブルが配され、解答者と司会者は立ったまま進行される。番組中を通してセットの中を歩くこともできる。スタジオでの問題文表示は、セットの周りに配置された大きなモニタに表示される（つまり、解答者と司会者は同じ画面を見ることになる）。
司会がクリス・ハリソンへ交代した2015年には、ルールが一部変更され、賞金のシャッフルは廃止された。それに加えてライフラインの一部が変更され、「50:50」「オーディエンス」「+1(会場に来ている友人などと一緒に問題に解くことができる)」になった。またスタジオセットも、司会者と解答者で別々に分かれたテーブルに変更された。
賞金額
| 通常 - Q1 $100 - Q2 $200 - Q3 $300 - Q4 $500 - Q5 $1,000 - Q6 $2,000 - Q7 $4,000 - Q8 $8,000 - Q9 $16,000 - Q10 $32,000 - Q11 $64,000 - Q12 $125,000 - Q13 $250,000 - Q14 $500,000 - Q15 $1,000,000 | 制限時間版(後期) - $500 - $1,000 - $2,000 - $3,000 - $5,000 - $7,500 - $10,000 - $12,500 - $15,000 - $25,000 - $50,000 - $100,000 - $250,000 - $500,000 - $1,000,000 |

### インド版
第1・第2・第4シーズン以降はアミターブ・バッチャン、第3シーズンはシャー・ルク・カーンの司会であった。当初、最高賞金は1千万ルピーであったが、その後2千万ルピー、5千万ルピー、7千万ルピーへと上げられた。
オリジナルのイギリス版やアメリカ版はそれぞれの国内で人気番組となっているが、インド版は2000年の放送開始以来、インド亜大陸沿いの多くの国々で、文化的象徴ともいえる存在になっている。
インドのテレビ番組の中で最も成功した番組の一つと考えられており、ネパール、パキスタン、バングラデシュ、スリランカ、モルディブ、ブータン、モーリシャス、フィジー、東アフリカ、イギリス、アメリカなど世界各地から視聴されている。第1回目が放送された後、番組を放送したSTAR TVには世界中のファンからの電話が2,000万件もかかってきた。
2008年に制作され、同年のアカデミー作品賞を受賞したイギリス映画『スラムドッグ$ミリオネア』は、このインド版がモチーフとなっている。なお作中では初代司会のアミダーブが、幼少時代の主人公が憧れる映画スターとして描写されている（役のひとつとしてであり、本人は出演していない）。

### ウクライナ版
「オーディエンス」ライフラインが存在する。

### オーストラリア版
司会はエディー・マクガイア(en:Eddie McGuire)。ナイン・ネットワークにおいて毎週1回放送された。番組フォーマットはオリジナルのイギリス版と実質的に同じだが、当初は15問方式ではなく、11問方式から始まった。マクガイアは2004年に通常版の司会を担当したが、そのちょうど2週間後、拡張版が中止された。番組は2006年まで中断。2007年の再開からは通常版で放送され、最高賞金500万ドルの16問方式となった（16問方式はその後、タイ版やトルコ版でも採用）。後に「スイッチ・ザ・クエスチョン」のライフラインが採用された。
2005年10月17日、豪州版での最初のミリオネア達成者が現れ、そのわずか4週間後の2005年11月14日に2人目のミリオネア達成者が現れた。このことから、2003年からは、1人に付き1週間に1度しか電話申し込みができないようにルールが改定された。
2009年にレギュラー放送を終了し、以後不定期特番で放送される。その代わりに同年4月から、スピンオフとして『ミリオネア ホット・シート』(en:Millionaire Hot Seat)という、センターシートでのクイズに絞った構成の番組が放送されている。
ニュージーランド地域でも放送され、同国からの応募も可能だが、ニュージーランドの解答者にとってはオーストラリアの知識（トリビア）を知っていないと難しくなっている。

### オーストリア版
ドイツ版と同じように、最初の回はオランダのヒルフェルスムで行われた。2000年9月からは、ドイツのケルンにセットを用意したが、オーストリアについてのクイズが出題された場合に、「オーディエンス」ライフラインで解答者が不利になる可能性がある。オーストリアのテレビ局ORFはかつてウィーンに独自のセットを設けようと考えたが、費用の関係により、実現することは無かった。
2007年秋より、従来のルールで挑戦するか、新しい第二のルールで挑戦するかを選択することができるようになった。第二のルールでは、2回目（10問目、€ 15,000）の保証金制度が無くなり、『スーパー・ミリオネア』の「ダブル・ディップ」と同様の第4のライフラインが追加される（1問目から使用可能）。さらにこのルールでは「テレフォン」のライフラインが拡張され、3人ではなく5人の仲間の中から選択できるようになっている。

### ドイツ版
2007年秋より、従来のルールで挑戦するか、新しい第二のルールで挑戦するかを選択することができるようになった。第二のルールでは、2回目（10問目、€ 16,000）の保証金制度が無くなる（つまり11問目以降で不正解しても、5問分の賞金しかもらえなくなる）代わりに、第4のライフラインが追加される。その第4のライフラインは、観客1人に対して直接質問をすることができるというものである。さらにこのルールでは「テレフォン」のライフラインが拡張され、従来どおり3人のテレフォンブレーンのうちのひとりに電話をするほか、ランダムに選ばれたドイツ国内在住の人間1人に電話することもできる。
この新たなルールは、後にオーストリア版（2007年9月）、ハンガリー版（2008年1月 - 2009年9月）、ポーランド版（2010年3月）ロシア版（2010年9月）でも同様のものが採用された。

### 日本版
フジテレビジョンにおいて、2000年4月から2007年3月までレギュラー放送され、以降は芸能人・著名人限定の不定期特番として放送されている。司会はみのもんた。
ルールはオリジナル版に同じだが、「テレフォン」のライフラインがオリジナルとは異なっている。解答者のテレフォンブレーン4人がステージ外で待機し、解答者が「テレフォン」を使ったとき、テレフォンブレーンは問題と4つの選択肢を聞くというシステムである。そのため、他国での多くのバージョンで用いられる「フォンフレンド」（"電話友人"）リストが存在しない。クイズの出場者は解答者本人とテレフォンブレーン4人を合わせた5人ということになっている。これは日本では日本民間放送連盟の自主規制により、出場者1人あたりの賞金の限度額を200万円としているためで、5人集めることで当時のオープン懸賞の限度額である1000万円を実現させている。
不定期特番となってからは、いくつかルール変更がされた。全10問に短縮して6問目以降を二択とした「スーパーミリオネア」や、一時期解答に制限時間が設けられるシステムもあったが、後に従来のルールへ戻された。

### ブルガリア版
2001年5月12日に放送が開始され、ブルガリアで最も成功しているテレビ番組となっている。司会はNiki Kunchev（『ビッグ・ブラザー』『1 vs 50』の司会も担当）。

### ベネズエラ版
2000年8月23日より放送が開始され、ラジオ・カラカス・テレビジョン (RCTV) で毎週水曜日の午後8時に放送されている。番組はカラカスのTeatro La Campiñaにて収録され、RCTVの社長であるDr. Eladio Lárezが司会を担当。最高賞金は開始当初1億ボリバル（放送開始日の為替レートで約1547万円）。
2007年5月27日、ベネズエラ政府はRCTVの放送免許の更新を拒否し、番組を打ち切るよう命令したが、番組は続行された。カラカス近郊Las MercedesにあるPlaza Alfredo Sadelで番組が生放送されたときにそれが証明された。同年7月16日、RCTVはベネズエラ国内と南アメリカの国々で、ケーブルと衛星を使って放送を再開。2009年まで放送された。

### 香港版
2001年4月29日に第1シリーズが放送され、好評のため、翌2002年7月22日に第2シリーズが開始された。最初のミリオネア達成者は、有名人チャリティースペシャル大会（賞金は慈善団体に寄付される）で出場した、作曲家の黃霑と女優 Fung Po Po のチームであった。2005年に放送終了。なお、香港版は中国共産党の検閲を通過しており、中華人民共和国でも放送された。

### 製作プロダクション
- 英国Celador社（オリジナル版製作会社）
- ソニー・ピクチャーズ・テレビジョン社 2waytraffic（番組フォーマット保有会社）

### 番組公式サイト
- UK・Who Wants To Be A Millionaire?（オリジナル、英国・ITV）
- US・Who Wants To Be A Millionaire?（米国シンジケーション版・ディズニー・ABC・ドメスティック・テレビジョン）
- JP・クイズ$ミリオネア公式サイト（日本・フジテレビ） （※現在は閉鎖。リンク先はレギュラー放送終了時点のインターネットアーカイブ）
- FR・Qui veut gagner des Millions?（仏・TF1）
- DE・Wer wird Millionaer?（独・RTL）
- AU・Millionaire Hot Seat（豪州・チャンネル9）
- HK・百萬富翁（香港・亞洲電視=ATV） （※現在は閉鎖。リンク先はインターネットアーカイブのもの）
- RU・Кто хочет стать миллионером?（ロシア・ОРТ=ORT）
- INDIA・Kaun Banega Crorepati?（インド・Star Plusテレビ）
- LT・Kas Laimes Milijona?（リトアニア）
- HR・Tko zeli biti Milijunas?（クロアチア・HRT） （※2010年6月3日をもって放送を終了し、公式サイトも閉鎖済み。リンク先はインターネットアーカイブのもの）